# Suillus neoalbidipes
Suillus neoalbidipes — вид базидіомікотових грибів родини маслюкових.

## Поширення
Вид поширений у хвойних лісах штату Мічиган на півночі США. Утворює мікоризу із сосною.

## Опис
Suillus neoalbidipes вирізняється чіткою смугою ватної тканини на пілеальному краї молодих базидіом, невеликими скупченнями каулоцистидій і кількома чи рідкісними скупченнями плевроцистидій.